# 克里斯特尔里弗
克里斯特尔里弗是美国佛罗里达州锡特勒斯县下属的一座城市。建立于1903年。面积约为16.3平方公里（约合6.3平方英里）。根据2010年美国人口普查，该市有人口3,108人。论人口在本州排行第244。
该城得名与对流经此地的威瓦海亚亚卡河的讹译。